# Strategy&
Strategy& (bis 2014 Booz & Company) ist eine internationale Strategieberatung, die 1914 als Booz Allen Hamilton gegründet wurde und seit dem Zusammenschluss am 3. April 2014 eigenständiger Teil des PricewaterhouseCoopers-Firmennetzwerks ist.
Das Unternehmen ist mit insgesamt 4.500 Mitarbeitern und 46 Büros in 149 Ländern vertreten. 70 der 100 größten Unternehmen weltweit und 400 der 500 größten US-Unternehmen lassen sich von Strategy& beraten, wobei das Unternehmen in verschiedensten Branchen wie Automobil- und Industriegüter, Chemie, Energiewirtschaft, Finanzdienstleistungen, Gesundheitswesen, Konsumgüter, Verteidigungsindustrie, Telekommunikation oder dem Öffentlichen Sektor tätig ist. Bekannte Mandate von Strategy& waren unter anderem die Rettung der Chrysler-Corporation vor der Insolvenz, die Formung der Deutschen Telekom AG aus der früheren Bundespost oder die Begleitung der Fusion der National- und American Football Leagues in den USA.
Mit einer Medianbezahlung von $172,000 war Strategy& im Jahr 2017 der am zweitbesten zahlende Arbeitgeber in den USA.

## Geschichte
Nach seinem Master-Abschluss an der Northwestern University 1914 über psychologische Tests zur Berufseignung gründete Edwin G. Booz im selben Jahr in Chicago ein eigenes Unternehmen zur Erstellung von Studien und statistischen Analysen für die Wirtschaft. Ein Jahr später startete er ein Joint Venture unter dem Namen „Business Research & Development Company“. Das Unternehmen untersuchte die Wettbewerbsbedingungen in verschiedenen Industriezweigen. Nach vier Jahren gründete Edwin Booz 1919 den „Business Engineering Service“.
Erster Kunde war die State Bank & Trust in Evanston (Illinois), die ihm auch einen Kredit gewährte. Das Unternehmen wurde 1924 in „Edwin Booz Surveys“ umbenannt und George Fry 1925 als zweiter Mitarbeiter eingestellt. Jim Allen kam 1929 als dritter Mitarbeiter hinzu, sechs Jahre später trat Carl Hamilton dem Unternehmen bei. 1936 wurde das Unternehmen als Partnerschaft reorganisiert und in B„Booz, Fry, Allen & Hamilton“ umbenannt. Bis in die 1980er Jahre hinein war Booz & Company auch auf dem Gebiet des Executive Search (Personalberatung) tätig. Sidney Boyden, der später sein eigenes Unternehmen gründete, war hier einer der federführenden Partner.
Ab August 2008 war die Strategieberatung Booz & Company unabhängig von der Technologieberatung Booz Allen Hamilton; letztere ist neben Halliburton ein führendes Unternehmen im Bereich der militärischen Dienstleistungen für das US-Verteidigungsministerium. Im deutschsprachigen Raum war Booz & Company seit 1965 mit der Eröffnung eines Büros in Düsseldorf vertreten. Weitere Büros wurden in München, Frankfurt am Main, Berlin, Wien, Zürich, Stuttgart und in Hamburg eröffnet. Auch die deutsche Bundesregierung ließ sich von Booz & Company beraten.
2014 übernahm PricewaterhouseCoopers  Booz & Company. Seitdem firmiert das Unternehmen als Strategy& als eigenständiger Teil des PwC-Firmennetzwerkes. Während Strategy& Räumlichkeiten oft in dem gleichen Gebäude wie PwC untergebracht sind, agiert die Firma jedoch unter einem eigenständigen Markenauftritt und prüft Bewerber in einem eigenständigen Bewerbungsverfahren, das dem weiterer großer Strategieberatungen ähnelt.